# Radmilo Ivančević
Radmilo Ivančević (Servisch: Радмило Иванчевић) (Gornji Milanovac, 4 september 1950) is een Servisch voormalig voetballer die als doelverdediger speelde.

## Carrière
Ivančević begon zijn carrière in 1967 bij FK Takovo en speelde tussen 1970 en 1975 voor FK Šumadija Aranđelovac. Hij tekende in 1975 bij FK Partizan. Met deze club werd hij in 1976 kampioen van de Prva Liga. Hij tekende in 1978 bij Süper Lig. In 1979 keerde Ivančević terug bij FK Partizan.